# (16670) 1994 AS2
(16670) 1994 AS2 est un astéroïde de la ceinture principale d'astéroïdes découvert en 1994.

## Description
(16670) 1994 AS2 a été découvert le 14 janvier 1994 à l'observatoire astronomique d'Ōizumi, situé à Ōizumi, dans la préfecture de Gunma, au Japon, par Takao Kobayashi.

### Caractéristiques orbitales
L'orbite de cet astéroïde est caractérisée par un demi-grand axe de 2,43 UA, un périhélie de 1,92 UA, une excentricité de 0,21 et une inclinaison de 1,84° par rapport à l'écliptique. Du fait de ces caractéristiques, à savoir un demi-grand axe compris entre 2 et 3,2 UA et un périhélie supérieur à 1,666 UA, il est classé, selon la JPL Small-Body Database, comme objet de la ceinture principale d'astéroïdes.

### Caractéristiques physiques
(16670) 1994 AS2 a une magnitude absolue (H) de 14,8 et un albédo estimé à 0,323.